# إدواردو دي أوليفيرا بورتو كارفاليو
إدواردو دي أوليفيرا بورتو كارفاليو (بالبرتغالية: Eduardo de Oliveira Porto Carvalho‏) (مواليد 1 مارس 2001) هو لاعب كرة قدم برازيلي ، يجيد اللعب في خط الدفاع ، ويلعب حاليًا لنادي كابيفاريانو .
لعب سابقاً في نادي كابيفاريانو ونادي الوصل.